# Joana Ramos
Joana Isabel Ventura Ramos (Coímbra, 16 de enero de 1982) es una deportista portuguesa que compite en judo, en la categoría de –52 kg.
En los Juegos Europeos de Minsk 2019 consiguió una medalla de plata en la prueba de equipo mixto. Ganó dos medallas en el Campeonato Europeo de Judo, plata en 2011 y bronce en 2017.

## Palmarés internacional
| Juegos Europeos    | Juegos Europeos     | Juegos Europeos   | Juegos Europeos |
| Año                | Lugar               | Medalla           | Categoría       |
| ------------------ | ------------------- | ----------------- | --------------- |
| 2019               | Minsk (Bielorrusia) | Medalla de plata  | Equipo mixto    |
| Campeonato Europeo |                     |                   |                 |
| Año                | Lugar               | Medalla           | Categoría       |
| 2011               | Estambul (Turquía)  | Medalla de plata  | –52 kg          |
| 2017               | Varsovia (Polonia)  | Medalla de bronce | –52 kg          |